# ناصر (مدينة)
مدينة ناصر
احدي مدن محافظة بني سويف، وهي عاصمة مركز ناصر، الذي يقع بين مركز الواسطى ومركز بني سويف، وقد كانت ناصر تعرف باسم بوش، حتى تغير اسمها إلى اسم ناصر تيمنا باسم الرئيس جمال عبد الناصر.
ومركز ناصر يمتد بشكل عرضي على من نهر النيل شرقا حتى الصحراء غربا لتقترب من الحدود الإدارية لمحافظة الفيوم.
ويوجد بها مسجد حسن بك الكبير ومسجد المسيد وهما من أقدم المساجد بمدينة ناصر وبها أيضا ديرى الانبا انطونيوس والانبا بولا وهما من المعالم الأثرية بالمدينة
ويمتلك الدير أراضى زراعية كبيرة في المدينة.
ومدينة ناصر هي أقرب لأن تكون قرية كبيرة، من كونها مدينة، ومعظم المدن المصرية عواصم المراكز تشتهر بهذا.
لأن هذه العواصم قد أصبحت مدن بقرارات إدارية، وليس بكونها قطعت طريق نحو المدنية والتحضر، وتحاول الدولة جاهدة تمدين هذه المدن ولكن المحاولات قاصرة، خاصة في ظل غلبة الطابع الزراعي، ووجود هذه المدن في قلب الوادي والدلتا. الأمر الذي يعوق عملية التوسع العمراني لأن ذلك يكون على حساب الأراضي الزراعية
وتضم مدينة ناصر العديد من القرى والنجوع.